# Джеймі Чон
Джеймі Джилін Чанг (кор. 제이미 정, 鍾潔咪제이미 정?, 鍾潔咪?, англ. Jamie Jilynn Chung; рід. 10 квітня 1983, Лос-Анджелес) — американська акторка, добре відома глядачам реаліті-шоу проєкту MTV «Реальний світ» (The Real World) як учасниця чотирнадцятого сезону «Реальний світ: Сан-Дієго» (The Real World: San Diego) і його спін-оф «Жадібні екстремали: Інферно 2». В кіно і на телебаченні вона найбільш відома своїми ролями в таких фільмах, як «Чак і Ларрі: Запальні молодята», «Крик у гуртожитку», «Похмілля-2: з Вегаса до Бангкока» і «Заборонений прийом». На думку сайту Bleacher Report, вона є найуспішнішою випускницею проєкту «Реальний світ».

## Ранні роки
Джеймі Чанг народилася і виросла в Лос-Анджелесі, штат Каліфорнія. За даними каналу MTV за 2004 рік, вона з другого покоління американців корейського походження, вихованих і вирощених у традиційній сім'ї. Чанг вчилася в університеті каліфорнії в Ріверсайді, де полягала в жіночому студентському суспільстві Kappa Kappa Gamma (Kappa Kappa Gamma).

## Участь в реаліті-шоу
Чанн була серед учасників шоу «Реальний світ: Сан-Дієго» (The Real World: San Diego), чотирнадцятого сезону проєкту «Реальний світ» (The Real World), показаного каналом MTV 2004 року. На шоу її описали як працелюбну студентку, яка працює на двох роботах, щоб оплатити своє навчання, але при цьому встигає як слід запалити на вечірках. Друзі її описали як дівчину, що має популярність серед чоловіків.
Через шість місяців після закриття сезону учасники проєкту знову зібралися разом, щоб поділитися досвідом і враженнями, набутими ними під час і після закінчення шоу, передачі 2 Punk Rock 4 This: The Real World San Diego Reunion, організований Ванессою Міннілло, прем'єра якого відбулася 9 липня 2004 року.
Пізніше Джеймі Чанг взяла участь у десятому сезоні шоу «Жадібні екстремали: Інферно 2», спін-оффі шоу «Реальний світ», у складі команди «Хороші хлопці», противниками якої були «Погані дупи». До кінця сезону, після вибування декількох учасників з результатами змагань, Чанг залишилася, разом з товаришами по команді Дарреллом Тейлором, Лендоном Луєком і Майком Мізаніном. У фіналі шоу вони здобули перемогу над рештою супротивниками з команди «Погані дупи».

### Акторська кар'єра

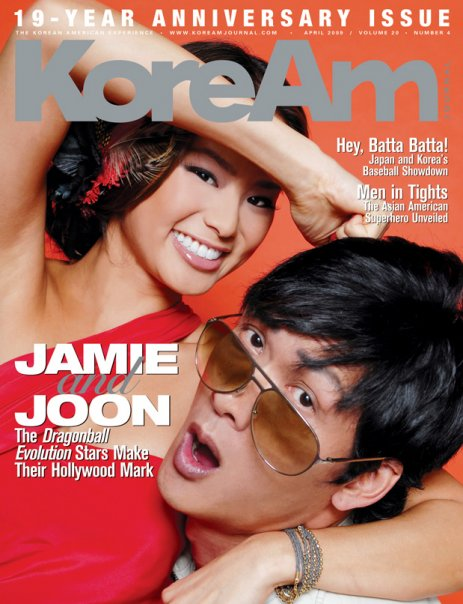
На обкладинці журналу KoreAm (KoreAm) з Парк Хен Джун (Park Joon Hyung), Квітень 2009

Після участі в проєкті MTV «Реальний світ» (The Real World) вона стала з'являтися в кіно і на телебаченні, граючи різнопланові ролі: Корді Хан в десяти епізодах серіалу «Дні нашого життя», дівчину з мережі ресторанів Hooters в комедії «Чак і Ларрі: Запальні молодята», а також в декількох епізодах серіалів «C. S. I.: Місце злочину Нью-Йорк» та «Вероніка Марс». 2008 року вона знялася в мінісеріалі «Дівчина-Самурай» (Samurai Girl (TV miniseries)) виробництва кабельного телеканалу ABC Family. 2009 року Джеймі знялася в художніх фільмах «Крик в гуртожитку» і «Драконівські перли: Еволюція», а також у комедії Крістофера Лендона «Гарячі пальми». У тому ж року Чанг зіграла роль Челсі Барнс у телефільмі каналу Disney «Програма захисту принцес», а 2010 року — роль Ембер Гілліард у фільмі «Однокласники». 2012 року Чанг з'явиться на екранах у ролі Німи у гостросюжетному бойовику «Відмінна погоня» режисера Девіда Кеппа. 2014 року вийшов фільм «Місто гріхів 2: Жінка, заради якої варто вбивати», продовження фільму 2005 року «Місто гріхів», в якому Джеймі замінила Девон Аокі, зігравши роль Міхо.

## Нагороди та визнання
2009 року Чанг і актори, що знімалися разом з нею у молодіжному фільмі жахів «Крик у гуртожитку», отримали титул «Зірки завтрашнього дня» від кіновиставки «власників showest».

## Особисте життя
На початку 2012 року Джеймі стала зустрічатися з американським актором Браяном Грінбергом, відомих по серіалу Як досягти успіху в Америці. У грудні 2013 року пара побралася на Карибських островах Теркс і Кайкос. 31 жовтня 2015 року вони одружилися.

## Фільмографія
| Рік  | Назва                                            | Роль                        | Примітки                   |
| ---- | ------------------------------------------------ | --------------------------- | -------------------------- |
| 2007 | Картина                                          | Елла                        | Телефільм                  |
| 2007 | Чак і Ларрі: Запальні молодята                   | Дівчина з ресторану Hooters | Камео                      |
| 2009 | Програма захисту принцес                         | Челсі Барнс                 | Телефільм; головний злодій |
| 2009 | Перлини дракона: Еволюція                        | Чі Чі                       | Головна роль               |
| 2009 | Крик у гуртожитку                                | Клер Вен                    | Роль другого плану         |
| 2009 | Палаючі пальми                                   | Джинні Бей                  | Роль другого плану         |
| 2010 | Однокласники                                     | Ембер Хілліард              | Роль другого плану         |
| 2011 | Заборонений прийом                               | Ембер                       | Головна роль               |
| 2011 | Похмілля-2: з Вегаса до Бангкока                 | Лорен                       | Роль другого плану         |
| 2012 | Термінова доставка                               | Німа                        | Головна роль               |
| 2012 | Залізний кулак                                   | Леді Силк                   | Роль другого плану         |
| 2012 | Рейс 7500                                        | Сюзі Лі                     |                            |
| 2012 |                                                  | Еден                        |                            |
| 2012 |                                                  | Керстін                     |                            |
| 2013 | Похмілля: Частина III                            | Лорен                       |                            |
| 2014 | Некерований                                      | Ліза Мартин                 |                            |
| 2014 | За кінець відповіси                              | Джеймі                      |                            |
| 2014 | Flock of Dudes                                   | Katherine                   |                            |
| 2014 | Місто гріхів 2: Жінка, заради якої варто вбивати | Міхо                        | Головна роль               |
| 2014 | Супер шістка                                     | ГоГо Томаго                 | Озвучка                    |
| 2015 | Рік змін                                         | Пем                         |                            |
| 2015 | It’s Already Tomorrow in Hong Kong               | Рубі                        |                            |
| 2016 | Новорічний корпоратив                            | Меган                       |                            |
| 2021 | Поганці                                          | Вайолет                     |                            |

| Рік       | Назва                            | Роль                          | Примітки    |
| --------- | -------------------------------- | ----------------------------- | ----------- |
| 2004      | В ролі самої себе                | 27 епізодів                   |             |
| 2005      | Жадібні екстремали: Інферно 2    | В ролі самої себе/Переможець  | 16 епізодів |
| 2006      | Вероніка Марс                    | Дівчина яка любить фліртувати | 1 епізод    |
| 2007-2008 | Університет                      | Сестра з «Три Пі», Сієна      | 3 епізоду   |
| 2007      | Дні нашого життя                 | Корді Хан                     | 10 епізодів |
| 2007      | Швидка допомога                  | Джин Кім                      | 1 епізод    |
| 2007      | C. S. I.: Місце злочину Нью-Йорк | Місті                         | 1 епізод    |
| 2008      | Хєаван                           | Міні-серіал                   |             |
| 2009      | Касл                             | Ромі Чи                       | 1 епізод    |
| 2010      | Анатомія Грей                    | Trina Paiz                    | 1 епізод    |
| 2012—...  | Якось у казці                    | Мулан                         |             |
| 2014      | Janice Channing                  |                               |             |

| Рік  | Назва                                   | Роль         | Примітки |
| ---- | --------------------------------------- | ------------ | -------- |
| 2009 | Command & Conquer Red Alert 3: Uprising | Такара       |          |
| 2011 | X-Men: Destiny                          | Aimi Yoshida |          |